# Luồng làm việc
Workflow theo tiếng Việt có nghĩa là luồng làm việc. Workflow là một mô hình có khả năng lặp lại được và có độ tin cậy cao. Nó hoạt động dựa trên các tài nguyên được tổ chức một cách có hệ thống, nó được định nghĩa sẵn các vai trò, các khối lượng, các nguồn năng lượng và các luồng thông tin vào trong một tiến trình công việc và tiến trình công việc này có thể được tổng hợp thành tài liệu cũng như có thể được học hỏi bởi các tiến trình công việc khác.Các workflow được thiết kế để đạt được mục đích là xử lý các công việc theo đúng các trình tự, các quy luật... như là các quá trình biến đổi của vật lý, các quá trình cung cấp dịch vụ và quá trình xử lý thông tin.
Phân luồng công việc giúp các tổ chức cá nhân thực hiện hiệu quả thành công một mục đích cụ thể. Khi mỗi giai đoạn trong công việc hoàn thành sẽ kích thích một giai đoạn mới trong tiến trình tiếp tục. Nhờ đó công việc được thực hiện một cách liên tục đến khi hoàn thành.